# Per Sabroe Thomsen
Per Sabroe Thomsen (født 31. Marts 1962) er en tidligere håndboldspiller og nuværende håndboldtræner og lektor på HHX. Han er blandt andet kendt for sin tid i GOG, TPI Odense og Skovbakken. Han spillede 5 Y-landskampe, 23 U-landskampe og 22 A-landskampe. Han blev topscorer i herreligaen i 1991-92, hvor han blev ligatopscorer i 1992 med 121 mål. I 1993 var han med i Fangerne på fortet med bl.a. Connie Hamann. 